# 가미아시카와촌
가미아시카와촌(上芦川村)은 야마나시현 히가시야쓰시로군에 있던 촌이다. 현재의 후에후키시에 해당한다.

## 역사
- 1889년 7월 1일 - 정촌제 시행에 의해 근세이후의 가미아시카와촌이 단독으로 지자체를 형성하였다.
- 1941년 8월 1일 - 나카아시카와촌, 오슈쿠촌과 합병해 아시가와촌이 성립하여, 동일 가미아시카와촌은 폐지되었다.

## 참고문헌
- 角川日本地名大辞典 19 山梨県。